# Cornus (Francia)
Cornus è un comune francese di 522 abitanti situato nel dipartimento dell'Aveyron nella regione dell'Occitania.

## Società

### Evoluzione demografica
Abitanti censiti